# Banksiola crotchi
Banksiola crotchi är en nattsländeart som beskrevs av Banks 1944. Banksiola crotchi ingår i släktet Banksiola och familjen broknattsländor. Inga underarter finns listade i Catalogue of Life.